# Exosphaeroma laevis
Exosphaeroma laevis is een pissebed uit de familie Sphaeromatidae. De wetenschappelijke naam van de soort is voor het eerst geldig gepubliceerd in 1910 door Baker.